# Obwód Sieradz Armii Krajowej
W Sieradzu zorganizowaną konspirację poprzedził samorzutnie rodzący się ruch antyniemiecki początkowo oparty na powiązaniach towarzyskich, zawodowych, sąsiedzkich itp. Jednej z grup przewodził Janusz Okoński, który będąc podchorążym Marynarki Wojennej wrócił po działaniach wojennych do rodzinnego miasta. Inna działająca grupa przyjęła nazwę Legii Narodowej. Władze powołanego wkrótce w Łodzi Okręgu Służby Zwycięstwu Polski (od 13 listopada 1939 Związku Walki Zbrojnej) skierowały do Sieradza kpt. Aleksandra Ogrodnika ps. Szulc, który był adiutantem dowódcy stacjonującego w tym mieście w czasie pokoju 31 p. Strzelców Kaniowskich. Wkrótce ten oficer podporządkował sobie konspiratorów i stworzył sieć placówek na terenie Obwodu, lecz 22 czerwca 1940 został aresztowany jako oficer zawodowy WP.
Po nim dowództwo Obwodu przejął ppor. Marcin Stachecki, ps. „Colliba”, „Wujek” i in., który rozbudował stan osobowy Obwodu (od 14 lutego 1942 Armii Krajowej) do 2500 osób na koniec 1942 r. Obwód sieradzki AK dzielił się wtedy na 6 Rejonów. Sieradz (wraz z gminami: Barczew, Bogumiłów, Majaczewice) tworzył Rejon II AK. Miasto miało 5 komend dzielnicowych. Komendantem miejskim został dr Roman Zięba – pow. lekarz weterynarii. Wyłoniono Związek Odwetu, na którego czele stał Bolesław Kosecki, ps. „Borys” z Charłupi Małej i, do dyspozycji komendanta Obwodu, grupę dywersyjno-sabotażową, minerską i łącznościową. Powstała także Wojskowa Służba Kobiet z komendantką Jadwigą Kozłowską, ps. „Jagna”. Praca koncentrowała się na gromadzeniu broni, szkoleniu, wywiadzie, nasłuchu radiowym, kolportażu „bibuły” itp. Sabotaż uprawiano głównie w parowozowwni w Karsznicach. Pomagano również jeńcom więzionym na poligonie niemieckich wojsk pancernych.
Gdy 21 października 1942 został ciężko ranny mjr Bohdan Górski – dowódca Inspektoratu Sieradzko-Wieluńskiego AK, na jego miejsce został mianowany kpt. Marcin Stachecki, a dowódcą Obwodu został wtedy por. Czesław Dłubała, ps. „Boruta”.
15 grudnia 1942 gestapo aresztowało łączniczkę Skonkównę, w dwa dni później Tadeusza Jurkiewicza i Bolesława Koseckiego, a 30 grudnia kilku innych. Aresztowania trwały całą zimę ponieważ Skonkówna i Kosecki załamali się w toku przesłuchań. Komendant Dłubała został odwołany ze stanowiska. Funkcję komendanta Obwodu powierzono por. Romanowi Szczepaniakowi, ps. „Szkolny”, „Wanda”.
Z trudem odbudowywano stan organizacyjny przygotowując jednocześnie Obwód do realizacji, zarządzonej przez dowództwo AK na terenie całego kraju, Akcji „Burza”. Wyznaczono punkty zborne, miejsca dla spodziewanych zrzutów broni, wzmożono obserwację poligonu wojsk pancernych, które to zadanie realizowała placówka AK o kryptonimie „Karuzela”. Po wybuchu powstania warszawskiego obowiązywał stan pogotowia, po 15 sierpnia 1944 – stan czujności. W związku z zimową ofensywą Armii Czerwonej i wrogim stosunkiem Sowietów do AK plany konspiracyjne zdeaktualizowały się. Po wkroczeniu Sowietów do miasta 23 stycznia 1945 miejscowa placówka AK zdała posiadaną broń i zgromadzone wyposażenie. 24 stycznia 1945 żołnierze radzieccy w Chojnem strzałami w tył głowy rozstrzelali dwóch wywiadowców AK na poligonie niemieckim. Byli to: Wawrzyniec Pełka i Adam Kubiak. Członkowie AK zgłosili się do służby w Milicji Obywatelskiej, lecz wkrótce narzucone władze zrezygnowały z ich pomocy.